# Championnats du monde de tir 1906
Navigation
Édition précédente Édition suivante
Les championnats du monde de tir 1906, dixième édition des championnats du monde de tir, ont eu lieu à Milan, en Italie, en 1906.

## Résultats

### Hommes

#### Carabine
| Épreuves                      | Or                                                                                        | Or        | Argent                                                                   | Argent    | Bronze                                                                                      | Bronze    |
| ----------------------------- | ----------------------------------------------------------------------------------------- | --------- | ------------------------------------------------------------------------ | --------- | ------------------------------------------------------------------------------------------- | --------- |
| 300 m 3 positions             | Eugène Balme (FRA)                                                                        | 967 pts   | Maurice Lecoq (FRA)                                                      | 965 pts   | Charles Paumier du Verger (BEL)                                                             | 964 pts   |
| 300 m couché                  | Eugène Balme (FRA)                                                                        | 340 pts   | Konrad Stäheli (SUI)                                                     | 336 pts   | Maurice Lecoq (FRA)                                                                         | 336 pts   |
| 300 m à genoux                | Charles Paumier du Verger (BEL)                                                           | 338 pts   | Ernst Stumpf (SUI)                                                       | 338 pts   | Konrad Stäheli (SUI)                                                                        | 328 pts   |
| 300 m debout                  | Albert Courquin (FRA)                                                                     | 312 pts   | Charles Paumier du Verger (BEL)                                          | 308 pts   | Paul Van Asbroek (BEL)                                                                      | 306 pts   |
| 300 m 3 positions par équipes | Suisse Marcel Meyer de Stadelhofen Ernst Stumpf Jean Reich Louis Richardet Konrad Stäheli | 4 716 pts | France Eugène Balme Albert Courquin Achille Paroche Husson Maurice Lecoq | 4 694 pts | Belgique Paul Van Asbroek Charles Paumier du Verger Edouard Myin Edouard Poty de Ribaucourt | 4 495 pts |

#### Pistolet
| Épreuves         | Or | Or        | Argent                                                                       | Argent    | Bronze                                                                 | Bronze    |
| ---------------- | --- | --------- | ---------------------------------------------------------------------------- | --------- | ---------------------------------------------------------------------- | --------- |
| 50 m             | Konrad Stäheli (SUI)                                                                                  | 512 pts   | Paul Van Asbroek (BEL)                                                       | 509 pts   | Charles Paumier du Verger (BEL)                                        | 508 pts   |
| 50 m par équipes | Belgique Julien van Asbroeck Paul van Asbroeck René Englebert Charles Paumier du Verger Victor Robert | 2 425 pts | Suisse Karl Roderer Jakob Schalcher Karl Hess Louis Richardet Konrad Stäheli | 2 422 pts | France André Barbillat Jean Fouconnier Louvier Léon Moreaux Raphaël Py | 2 261 pts |